# Kleinkastell Bezereos

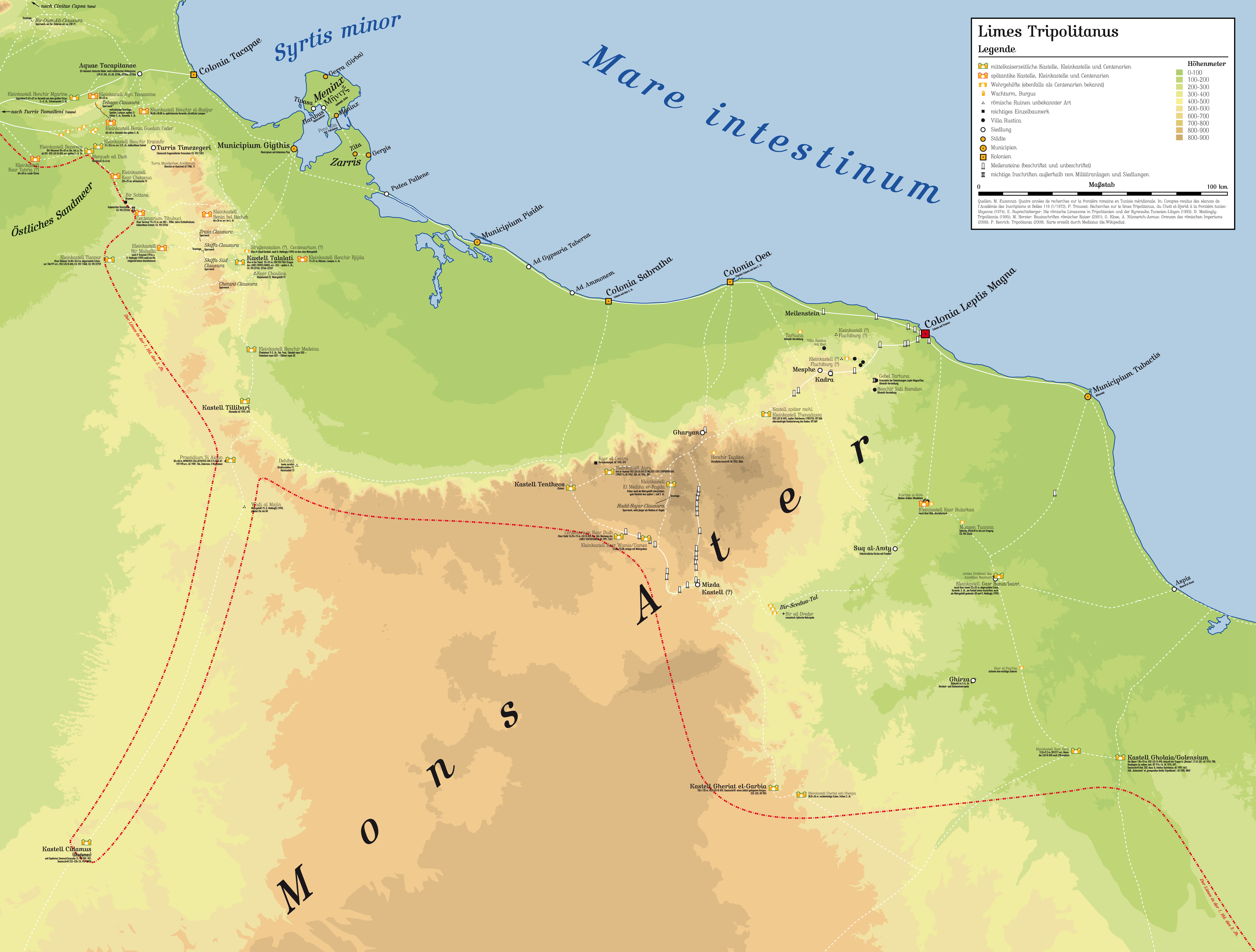
Karte des Limes Tripolitanus: Das Kleinkastell befindet sich links oben.

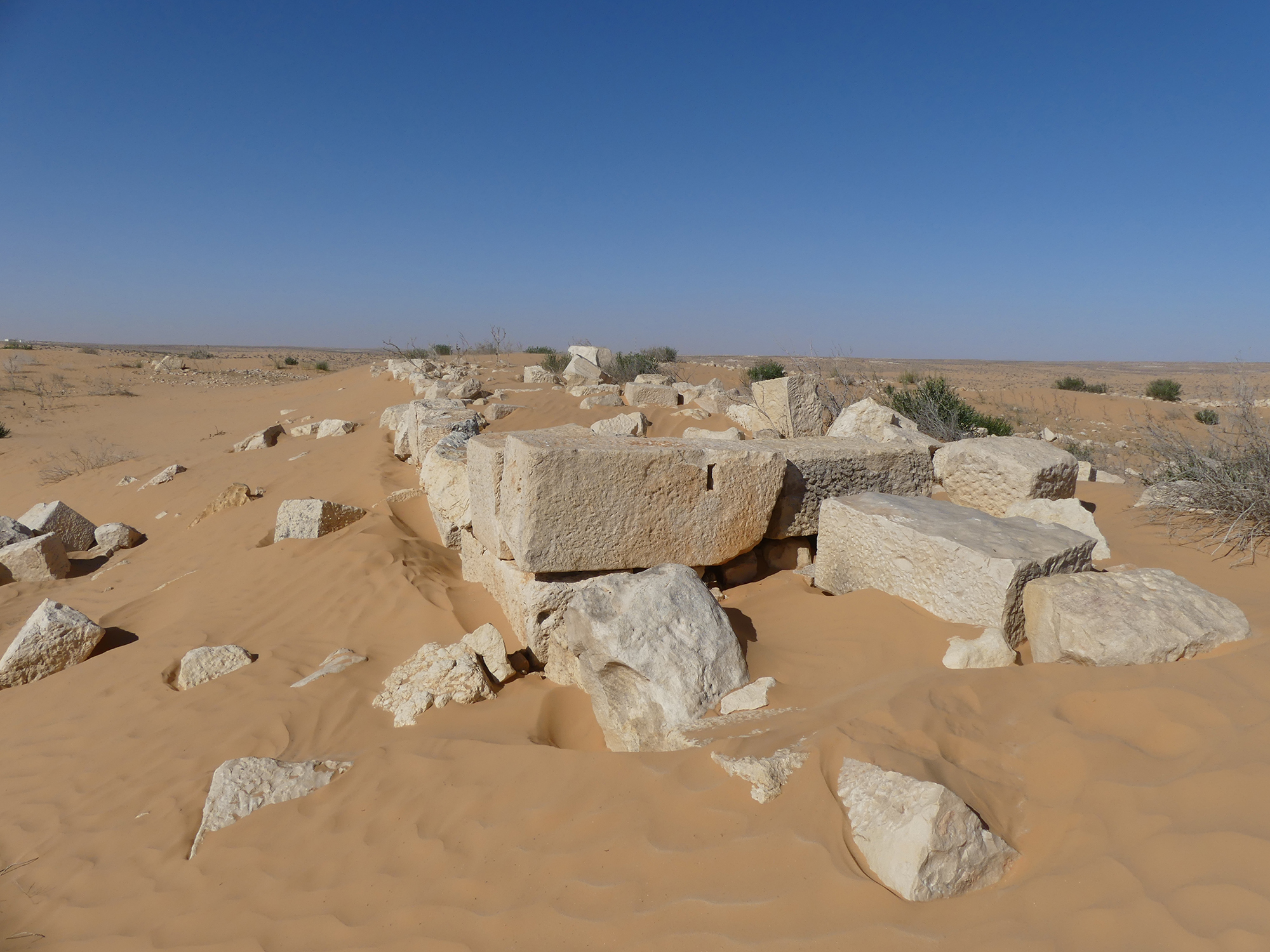
Reste der Umfassungsmauer; Zustand 2018

Das Kleinkastell Bezereos (lateinisch auch Vezereos) (tunesisch: Bir Rhezen) war ein römischer Garnisonsort, dessen Besatzung als Grenzschutz-Abschnittskommando für Sicherungs- und Überwachungsaufgaben an einem Teilabschnitt des Limes Tripolitanus, dem Limes Bizerentanus, in der römischen Provinz Africa proconsularis, später Tripolitania, zuständig war. Die Grenzanlagen bildeten hier ein tiefgestaffeltes System von Kastellen und Militärposten. Der wichtige Garnisonsort befindet sich am nordöstlichen Rand des Östlichen Großen Erg, einem Abschnitt der Sahara in Südtunesien, Gouvernement Kebili. Nahebei liegt heute die Ortschaft Sidi Mohammed ben Aissa. Die Reste der Umfassungsmauer des Kleinkastells sind bis heute auf einem Hügel rund dreieinhalb Kilometer südöstlich der Wüstenstraße C104 zu besichtigen. Der Archäologe Michael Mackensen konnte dokumentieren, dass die bis heute wissenschaftlich unausgegrabene Anlage zwischen 1998 und 2008 deutlichen Zerstörungen ausgesetzt war.

## Lage
Die südlich des Djebel Tebaga auf einem kleinen Hügel mit guter Fernsicht errichtete Anlage gehört neben dem Kleinkastell Tisavar zu den frühesten Fortifikationen an diesem Abschnitt des nordafrikanischen Limes und lag in einem deutlich ausgeformten Knick der römischen Reichsgrenze. Diese von Südosten nach Westen orientierte Grenzziehung ergab sich aus den römischen Überlegungen, die lebensfeindlichen Wüstenzonen auszusparen und die Militäranlagen lediglich in den Bereichen der Halbwüste zu errichten. Der nach Südosten verlaufende Grenzabschnitt folgte dem Wadi Hallouf. Dort lag – rund einen Kilometer von Bezereos entfernt – der Berg Mergueb ed Diab, auf dem sich ein 5 × 5 Meter großer römischer Wachturm befand, den der Archäologe David Mattingly als „Augen“ des Kleinkastells Bezereos bezeichnete. Der Turm diente auch als Signalstation zu den südlicher gelegenen Grenzkastellen. Nur sieben Kilometer nordöstlich – zum Bergland des Dahar – lag auf der Südseite des Djebel Oum ech Chia das Kleinkastell Henchir Krannfir, das eine Passstraße am Nordhang des Dahar sicherte. Weiter westlich könnte der Ksar Tabria als Kleinkastell eine wichtige Straße sowie das Limeshinterland gesichert haben. Durch ein organisiertes Bewässerungssystem wurden dort Grundnahrungsmittel produziert, die den Truppen und der Zivilbevölkerung rund um das Kleinkastell Bezereos zugutekamen.  Das Itinerarium Antonini, ein römisches Reichsstraßenverzeichnis aus dem 3. Jahrhundert, erwähnt Bezeros als fünfte Station an der Straße von Tacapae (Gabès) nach Leptis Magna.

## Forschungsgeschichte
Im Jahr 1901 erwähnten topographische Brigaden des französischen Militärs erstmals umfangreiche römische Überreste im Umfeld des Brunnens Bir Rhezen bei Sidi Mohammed ben Aissa und vermaßen viele der neu entdeckten Baureste. Das oberirdisch schlecht erhaltene Kleinkastell wurde jedoch offensichtlich nicht näher dokumentiert. Zwischen 1909 und 1910 führte der französische Offizier Raymond Donau Ausgrabungen in der Befestigung durch, nachdem er sie zunächst im Rahmen einer militärischen Arbeit kurz beschrieben hatte. Eine in Stein gemeißelten Mannschaftsliste aus den Jahren 209 bis 211 n. Chr., die er 1919 entdeckte ermöglichte dem französischen Archäologen Alfred Merlin (1876–1965) die namentliche Identifizierung des Ortes. Die dort im Genitiv Vezerei – also Vezereos – genannte Garnison korrespondiert mit dem Bezereos aus dem Itinerarium Antonini sowie der Notitia dignitatum, einem römischen Staatshandbuch aus der ersten Hälfte des 5. Jahrhunderts. Einen ersten groben Plan der Anlage veröffentlichte der Historiker Maurice Euzennat (1926–2004) nach einem von 1968 bis 1970 durchgeführten französisch-tunesischen Projekts zur Erforschung des südtunesischen Abschnitts des Limes Tripolitanus. Viele weitere Wissenschaftler in den kommenden Jahrzehnten beriefen sich auf diesen Plan und kommentierten die alten Ergebnisse, ohne dass neue, intensive Forschungen oder Grabungen am Kastell angesetzt wurden. Im Herbst 1999, im Frühjahr 2002 sowie im Herbst 2008 wurde die Fundstelle während kurzer Feldbegehungen von dem Archäologen Michael Mackensen untersucht.

## Baugeschichte

### Beschreibung
Die Fundzone am Kleinkastell Bezereos, das auf einem rund acht bis zwölf Meter hohen, abgeflachten Hügel errichtet wurde, war nach Meinung des britischen Archäologen David Mattingly 1994 eine der rätselhaftesten dieses Abschnitts. Wie der französische Archäologe Pol Trousset, der im Rahmen des französisch-tunesischen Forschungsprojekts 1974 zu Bezereos schrieb, könne die nur 0,33 Hektar große Garnison bestenfalls als Kleinkastell bezeichnet werden. Anhand der bereits genannten Mannschaftsliste aus den Jahren 209 bis 211 n. Chr., die Donau im Innenhof des Kastells fand, müsste jedoch von einer rund 300 Mann starken Einheit ausgegangen werden, die als Vexillation (Abteilung) von der in Lambaesis stationierten Legio III Augusta disloziert wurde. Die Liste nennt außerdem acht Zenturionen, die sicherlich in den angrenzenden Kleinkastellen ein Kommando führten. Mattingly spekulierte bei dieser Mannschaftsstärke, dass mit einiger Wahrscheinlichkeit bei Bezereos noch ein bisher unbekanntes, größeres Kastell unter dem Sand liegen könnte, da die bisher bekannte, rechteckige Anlage mit ihren von Trousset angegebenen geringen Ausmaßen von 50 × 65 Metern nicht mit der epigraphischen Bedeutung übereinstimmen würde.
Über die Besatzung des Kastells im späten dritten Jahrhundert sowie in der Spätantike ist nur sehr wenig bekannt.

#### Umfassungsmauer
Die 1,80 bis 2,20 Meter breite Umfassungsmauer des Kleinkastells Bezereos, das sich an seiner Nordfront steil zur Halbwüste hin absenkt, besitzt die für mittelkaiserzeitliche Kastelle typischen abgerundeten Ecken und besteht aus einer mit Steinquadern gebildeten äußeren Mauerschale und einem aus Opus caementicium bestehenden Kern. Die den Kern im Inneren der Befestigung fassende Schalung wurde aus gemörteltem Bruchsteinmauerwerk hergestellt. Bezeichnenderweise sind diese Ecken im Inneren der Anlage rechtwinklig ausgeführt. Eine 0,85 Meter beziehungsweise 0,95 Meter breite Schlupfpforte befindet sich mittig an der nördlichen Schmalseite der Umfassungsmauer. Zu einem unbekannten Zeitpunkt wurde diese Pforte vermauert. Außerdem gab es noch an der westlichen Längsseite, in unmittelbarer Nähe der Südwestecke, eine 3,50 Meter breite, einspurige Zufahrt in das Innere der Befestigung. Diese Zufahrt wird von zwei 1,30 Meter breiten Torwangen flankiert, die einen Meter ins Innere reichen. Die Langzeituntersuchung von Mackensen zeigte eine massive Verschlechterung des baulichen Zustandes der Umfassungsmauer, die binne eines Jahrzehnt – von 1998 bis 2008 – ihre bis dahin noch stellenweise erhalten gebliebene oberste Quaderlage eingebüßt hatte.
Der Archäologe nahm an, dass das ursprüngliche Haupttor der Anlage mittig an der südlichen Schmalseite der Umfassungsmauer gelegen haben könnte und die weiter unten ausführlich besprochene severische Restitutionsinschrift ursprünglich über diesem Tor angebracht war. Der Verdacht, an dieser Stelle nach dem Haupttor suchen zu müssen, erhärtet sich durch die Tatsache, dass dort ein 3,50 × 6,70 Meter großes und 0,70 Meter starkes langrechteckiges Fundament einen Meter aus dem an dieser Stelle zwei Meter breiten Verband der Südmauer nach außen hervorsprang und gleichzeitig 0,50 Meter in das Kastellinnere hineinragte. Die größtenteils noch erhaltene oberste Steinlage dieses Fundaments bestand aus verschiedenen Kalkstein-Spolien. Darunter waren verschiedene, wiederverwendete Quader, mehrfach profilierte Gesimse sowie Schwell- und Bogensteine. Wissenschaftlich interessant waren auch zwei wiederverwendete einfache Pilasterkapitelle tuskanisch-dorischer Ordnung, von denen Mackensen eine Expertise durch den Archäologen Johannes Eingartner erstellen ließ. Die in ihrer Ausprägung für Tunesien geläufige Formgebung dieser beiden Kapitelle wurden während der gesamten römischen Kaiserzeit angefertigt. Beim Anblick der Spolien dachte Mackensen daran, in diesen Bauresten einen chronologisch jüngeren Turm zu erkennen, mit dem der ursprüngliche Haupteingang zu einem späteren Zeitpunkt an gleicher Stelle zugesetzt wurde. Er datierte die Entstehung der Kapitelle vorsichtig in das späte zweite oder frühe dritte Jahrhundert, während er sich den Umbau der Torstelle zu einem Turm im vierten Jahrhundert vorstellen konnte.
Mackensen erkannte als erster noch ein weiteres wichtiges Detail der Anlage. So konnte er rund 15 Meter vor Nordseite des Kleinkastells vor einem Steilabfall eine weitere, parallel zur nördlichen Umfassungsmauer laufende Bruchsteinmauer entdecken. Dieser Mauerzug wies auf gleicher Höhe mit der kleinen Schlupfpforte in der nördlichen Umfassungsmauer ebenfalls einen Durchgang auf, der allerdings rund vier Meter breit gewesen sein muss. Die vorgelagerte Mauer knickte über eine gerundete Nordostecke nach Süden hin ab und ließ sich anschließend im Abstand von rund 23 bis 25 Metern parallel zur östlichen Umfassungsmauer verfolgen. Sie endete in etwa auf Höhe der Südostecke des Kleinkastells an einem kleinen runden Turm. Von dort aus ändert der Mauerzug seine Richtung nach Südwesten und mündet am Hang unterhalb des zum Kastell gehörenden rechteckigen Turmes. Wie diese zusätzliche Mauer zeitlich zugeordnet werden kann, ist unbekannt. Mackensen ging von einem spätrömischen Umbau aus.

#### Innenbebauung
Trousset, der sich 1974 nur am Rande mit der baulichen Konstruktion des Kleinkastells beschäftigte, notierte ganz knapp:
„Une porte est visible, semble-t-il, sur la face nord, des restes de construction sur la face intérieure ouest.“
Übersetzung: „Eine Pforte ist erkennbar, sie befindet sich an der Nordwand, Reste des Innenaufbaus befinden sich im Westen.“
Dem entgegen konnte Mackensen bei seinen Prospektionen bis 2008 keinerlei Spuren einer Innenbebauung mehr erkennen. Offensichtlich gab es auch keinerlei Eck- oder Zwischentürme. Auch Mattingly waren bereits 1994 keine Einzelheiten über eine mögliche Innenbebauung bekannt. Konzeptionell ähnelt die Fortifikation jedoch dem erwähnten Kleinkastell Tisavar nahe der Oase Ksar Ghilane und dem Kleinkastell Henchir Mgarine am Nordrand des Djebel Tebaga.

### Datierung

#### Steindokumente
Es besteht aufgrund der Angaben in der Mannschaftsliste aus den Jahren 209 bis 211 n. Chr. die Möglichkeit, dass sich in Bezereos schon unter den Severern (193–235) der Sitz eines Praepositus, eines Oberkommandeurs, befand, der mehrere Garnisonsorte unter sich hatte. Bezeichnend für diese Möglichkeit könnte die Tatsache sein, dass die Notitia dignitatum in der Liste des Dux provinciae Tripolitanae (Kommandeur der Grenztruppen in der Provinz Tripolitana) tatsächlich einen Praepositus limitis Bizerentane für Bezereos nennt. Der Limes Bizerentanus – mit Zentrum in Bezereos – bildete in der Spätantike einen Teilsektor zwischen dem Limes Tamallensis und dem Limes Talalatensis.
Einige Jahre vor Erstellung der Mannschaftsliste wurde 201 n. Chr. – gleichfalls von einer Abteilung der Legio III Augusta – eine dem damals regierenden Kaiser Septimius Severus (193–211) und seinem Mitregenten Caracalla (211–217) gestiftete, konsulardatierte Restitutionsinschrift am Kastell angebracht:
[Imp(erator) Caes(ar) L(ucius) Septimius Severus] Pius Pert(inax) Aug(ustus)

[et Imp(erator) Caes(ar) M(arcus) Aurelius Ant]oninus Aug(ustus)

[〚Brit(annicus) Part(hicus) max(imus) Germanicus〛titul]um quod di-

[vo Commodo fratre suo eras]um fu-

[erat restituerunt per vexi]lla[tionem 〚leg(ionis) III Aug(ustae)〛]

[p(iae) v(indicis) Q(uinto) An]ici[o Fausto l]eg(ato) Au[g(ustorum) pro]

[pr]aet[o]re c(larissimo) v(iro) c[o(n)s(ule) sub] cura C(ai) I[uli Saturnini]

|(centurionis) [leg(ionis)] eiusde[m] Muciano [et Fabiano co(n)s(ulibus)]
Übersetzung: „Der Imperator Caesar Lucius Septimius Severus Pertinax, der Frommen, der Augustus, und der Imperator Caesar Marcus Aurelius Antoninus, der Augustus, Britanniersieger, größter Parthersieger, Germanensieger, haben die Inschrift, die seinem Bruder, dem vergöttlichten Commodus, eradiert worden war, wiederhergestellt durch eine Abteilung der 3. Legion ,Augusta‘, die Treue, die Beschützerin, unter Quintus Anicius Faustus, Statthalter der Augusti mit proprätorischen Befugnissen, Senator, Konsular, unter der Aufsicht des Gaius Iulius Saturninus, Zenturio dieser Legion, als (Marcus Nonius Arrius) Mucianus und (Lucius Annius) Fabianus Konsuln waren.“
Nach der Ermordung des von 180 bis 192 n. Chr. regierenden Kaisers Commodus wurde eine Damnatio memoriae (Verdammung des Andenkens) gegen ihn erlassen, die zur Eradierung seines Namens in den Inschriften führte. Nachdem Septimius Severus 197 n. Chr. diesen Schritt rückgängig machte, Commodus sogar „seinen Bruder“ nannte und ihn vergöttlichen ließ, waren Vexillationen der Legio III Augusta damit beschäftigt, den zuvor ausgemeißelten Namen des Verdammten in den Inschriften wieder einzusetzen. Die oben genannte Inschrift gibt einen Hinweis auf dieses Ereignis. Als die Legio III Augusta im Jahr 238 selbst der Damnatio memoriae anheimfiel, wurde ihr Name gleichfalls aus den Inschriften getilgt.
Die heute sichtbaren Spuren der Befestigung entstanden spätestens während der Regierungszeit des Kaisers Commodus. Darauf weist die oben genannte Restitutionsinschrift hin. Möglicherweise lag bereits unter Commodus eine Vexillation der Legio III Augusta an diesem Ort. Zum Vergleich: Eine am südlich gelegenen, 0,08 Hektar großem Kleinkastell Tisavar entdeckte Bauinschrift stammt aus den Jahren zwischen 184 und 191 n. Chr.
Eine Weiheinschrift aus dem Zeitraum von 198 bis 211 nennt einen Optio der 3. Legion ,Augusta‘:
Minerv(a)e Aug(ustae) sac[rum]

pro salute d[o]min[orum]

nostrorum Im[perato]-

rum L(uci) Septi[mi Se]ve[ri]

et M(arci) Aureli Antonin[i]

«Brit(annici) [P]ar[th(ici)] Ger[m(anici)]»

«max(imi)» Augg(ustorum) et Iul[iae]

August(a)e m(atris) Augg(ustorum) [e]t [cas]-

trorum Iulius Z[e]no

optio leg(ionis) III Aug(ustae) ar[am]

posuit deae patria[e]

ex viso libent[e] an[i]-

mo votu[m] exs[ol]-

vit
Übersetzung: „Der heiligen Minerva Augusta, zum Heil der Herren, unserer Herrscher Lucius Septimus Severus und Marcus Aurelius Antoninus, die Besieger der Briten, die Besieger der Parther, größte Germanenbesieger, die Augusti und Julia (Domna) Augusta, die Mutter der Augusti und der Kastelle. Julius Zeno, Optio der 3. Legion ,Augusta‘ hat den Altar der Göttin des Vaterlandes aufgrund einer Geistesvision errichtet und sein Gelübte erfüllt.“

#### Keramik
In einer kritischen Rezension zu Troussets Arbeit hat bereits der Archäologe René Rebuffat 1980 bedauert, dass eine Vernachlässigung der Keramik-Lesefunde mit Blick auf die Chronologie eines Fundplatzes nicht nachvollziehbar wäre und auch Mattingly wies auf die fehlende Bestimmung der Keramik hin. Daher unternahm Mackensen erstmals Begehungen, um diese Wissenslücke zu füllen, wobei er darauf hinwies, dass eine systematische Feldbegehung noch ausstehen würde. Die von ihm geborgenen Keramikfragmente umfassten einige wenige dünnwandige Sigillataformen des dritten Jahrhunderts. Auch mehrere
Reste von Kragenschalen mit hohem Rand und die Schulter einer tongrundigen „Seeigellampe“ mit gelochtem Griffzapfen rechnete er dem Kleinkastell des dritten Jahrhunderts zu. Im Gegensatz zu den für den Kastellplatz frühen Stücken viel die Keramikausbeute für das vierte und fünfte Jahrhundert besonders hoch aus. Hervorzuheben sind verschiedene späte Sigillata-Formen von Tellern. Es machte den Anschein, als ob dieser Garnisonsort weitgehend, wenn nicht ausschließlich mit Sigillaten des zentraltunesischen Töpfereizentrums Henchir el Guellal bei Djilma beliefert wurde. Diese Manufakturen stellen nach Untersuchungen der Archäologen David Peacock (1939–2015) und Philipp Pröttel gegen Mitte des fünften Jahrhunderts ihren Betrieb ein. Mackensen nahm daher mit Blick auf seine Funde ein vorsichtiges Ende der Belieferung des Kleinkastells bis ungefähr 430/440 n. Chr. an. Eine spätere kontinuierliche Nutzung der militärischen Anlagen lässt sich bisher nicht nachweisen.

## Vicus
Nahe der Garnison lag eine kleine römische Siedlung, die auch den Vicus bildete, das für die meisten Grenzkastelle typische Lagerdorf. Der Archäologe Louis Poinssot (1879–1967) berichtete 1938 über eine Grabung in den Ruinen von Sidi Mohammed ben Aissa, bei der teilweise auch eine römische Siedlung aufgedeckt wurde. Die Ausgräber fanden ein zweigeschossiges Gebäude, wobei sie sich nicht im klaren waren, ob eines der Geschosse den ersten Stock oder den Keller bildete. Neben fünf Räumen wurde auch der Beginn einer Galerie festgestellt. Ein Raum war aufgrund der guterhaltenen Hohlziegel (Tubuli) mit einer Hypokaustheizung ausgestattet gewesen und wurde als Dampfbad gedeutet. Der anschließende Raum besaß ein heizbares Badebecken. Dort fanden sich die Reste von sehr großen Ziegeln, die teilweise eine grün-gräuliche Bemalung aufwiesen, darunter der Kopf eines Vogels, der Schwanz eines Fisches und Reste eines vierbeinigen Tieres.